# Сполдинг, Соломон
Соломон Сполдинг, англ. Solomon Spalding (1761, Ашфорд, Коннектикут — 20 октября 1816, Эмити, округ Вашингтон, Пенсильвания) — американский проповедник, предполагаемый автор так называемой «Найденной рукописи» (Manuscript Story, или Manuscript Found) — фантастического сочинения об утерянной цивилизации «строителей курганов» в Северной Америке. Данное сочинение во многих деталях напоминало Книгу Мормона — священную книгу Церкви Иисуса Христа святых последних дней (мормонов), но было якобы написано ещё до появления «Книги Мормона».

## Биография
Сполдинг служил в Континентальной армии во время Войны за независимость США. В 1782 г. он поступил в Дартмутский колледж в г. Гановер, штат Нью-Гэмпшир, и окончил его в 1785 г. В октябре 1787 он стал проповедником церкви конгрегационалистов в г. Уиндхэм, штат Коннектикут.
В 1795 Сполдинг женился на Матильде Сэбин и открыл магазин вместе со своим братом Джозайей в Черри-Вэлли, штат Нью-Йорк. В 1799 г. они вместе со своим магазином переехали в Ричфилд в том же штате. Примерно в это время Сполдинг купил земельный участок и в связи с этим переселился в г. Конниот, штат Огайо. Считается, что именно в это время он начал писать «Найденную рукопись». В 1812 г., в связи с разрушениями, вызванными англо-американской войной Сполдинг переехал в Питсбург. Наконец, в 1814 г. он переехал в Эмити в Пенсильвании, где и умер два года спустя.

## Рукопись Сполдинга
В 1832 г. миссионеры Церкви Иисуса Христа Святых последних дней Сэмюэл Смит и Орсон Хайд приехали в город Конниот (Огайо), где проповедовали Книгу Мормона. Нехемия Кинг, житель города, лично знавший Сполдинга, посчитал, что мормонский священный текст напоминает некое сочинение Сполдинга, известное ему ранее. В 1833 г. брат Сполдинга Джон и некоторые другие жители Конниота подписали свидетельство под присягой о том, что Сполдинг был автором рукописи, части которой совпадали с Книгой Мормона. Эти свидетельства в 1834 г. опубликовал Эбер Д. Хау в книге «Разоблачённый мормонизм», в которой он утверждал, что Книга Мормона была всего лишь плагиатом с сочинения Сполдинга. Несколько лет спустя вдова и дочь Сполдинга и ряд жителей Конниота и Эмита также подписали свидетельства о том, что Сполдинг был автором рукописи, напоминавшей по содержанию Книгу Мормона.
Доктор Филастус Хёрлбат (Philastus Hurlbut) получил рукопись у вдовы Сполдинга и представил её публике в Кёртленде (Огайо) в декабре 1833. Позднее Хёрлбат участвовал в судебной тяжбе против Джозефа Смита, после чего передал собранные им документы Хау, который не обнаружил в них сходства с «Книгой Мормона». Хау в своей книге «Разоблачённый мормонизм» (1834) предположил, что мог существовать ещё один манускрипт Сполдинга. Джозеф Смит и Сидней Ригдон, которых Хау считал подлинными авторами «Книги Мормона», могли использовать при её написании «утраченный манускрипт».
В 1884 г. была обнаружена и опубликована рукопись Сполдинга, известная как «Найденная рукопись». В настоящее время рукопись находится в Оберлин-колледже в Огайо. Рукопись обнаруживает незначительное сходство с историей, описанной в Книге Мормона, однако ряд критиков утверждают о наличии параллелей в теме и стиле повествования. Вторая рукопись Сполдинга, якобы утраченная, о существовании которой заявлял Хау, так никогда и не была найдена. Текст «Найденной рукописи» опубликовала Реорганизованная церковь Иисуса Христа Святых последних дней в 1885 г., и Церковь Иисуса Христа Святых последних дней в 1886 и 1910 гг.
Проведенный в 2008 г. компьютерный анализ текста «Книги Мормона» по сравнению с текстами возможных авторов показал, по утверждению организаторов анализа, высокую вероятность того, что авторами книги были Сполдинг, а также Сидней Ригдон и Оливер Каудери (ранние деятели мормонской церкви, позднее отлучённые): 

«Наш анализ поддерживает теорию о том, что Книгу Мормона написали несколько авторов девятнадцатого века, и конкретнее, мы обнаружили сильные свидетельства в пользу авторства Сполдинга и Ригдона. Все данные (указывают) на Ригдона как на объединяющую силу». В данном исследовании Джозеф Смит не включался в число вероятных авторов на том основании, что поскольку Смит использовал множество писцов и соавторов, ни один из текстов не может быть с достоверностью определён как написанный им лично.
Стенфордская группа (Jocker et al., 2008) обнаружила «следы Сполдинга» в книгах Мосии, Алмы, первой части книги Хеламана и в книге
Этер. «Следы Сполдинга» были слабыми в тех частях книги Мормона, которые были созданы после инцидента с утраченными страницами (1-я и 2-я книги Нефия, часть 3-й книги Нефия, книга Морония). Они обнаружили «следы Ригдона» во всей Книге Мормона, за исключением известных глав Исаии, а также слабые «следы Пратта» в 1-й книге Нефия и сильные «следы Каудери» в средней части книги Алмы.